# RadioActivators
RadioActivators fue un fugaz proyecto británico de synthpop, conformado por los músicos Phil Creswick (ex Big Fun), Nigel Lewis (ex The Meteors), K. van Green y el tecladista de Erasure Vince Clarke, en el año 2001.

## Historia
Tras haberse dado a conocer como músico del género en el grupo Depeche Mode y en el dueto Yazoo, el tecladista Vince Clarke pretendió en 1984 hacer carrera solista declarando públicamente que se dedicaría solo a grabar canciones siempre con distintos vocalistas hasta que en 1985 comenzó una exitosa y muy consistente carrera con Andy Bell en el dueto Erasure, lo cual no impidió su involucramiento en otras asociaciones musicales. En el año 2000 Vince Clarke con Phil Creswick y Jason Creasy formaron el grupo Family Fantastic, lanzando un álbum, y en 2001 Creswick y Clarke junto con Nigel Lewis y Van Green forman la fugaz asociación llamada RadioActivators, publicando únicamente un sencillo promocional aislado bajo el nombre Knock on Your Door.

## Discografía
El sencillo Knock on Your Door fue un sencillo únicamente promocional, limitado solo a 1,500 copias en el Reino Unido y a través de la disquera Peanutbutter & Jam Records, que también existió solo para publicar este disco a diferencia de la mayoría de discos del género en los que ha participado Clarke que han aparecido cobijados por el sello Mute Records.

### Lista de temas
El sencillo se publicó solo en disco de vinilo de 7 pulgadas y en CD; el contenido en ambos formatos fue el mismo:
1. Knock on Your Door (música: Vince Clarke/Phil Creswick_letra: Nigel Lewis)
2. Bopp (Nigel Lewis/K.von Green)

Knock on Your Door -figura como Knockin' on Ya Door- formó parte de la banda de sonido de la película "Winning London" de las gemelas Mary-Kate Olsen y Ashley Olsen.
Para 2008, el proyecto Family Fantastic publicó un segundo álbum, pero RadioActivators no sería retomado por sus creadores. Hasta la fecha es prácticamente el proyecto al cual Vince Clarke ha dedicado menos tiempo en toda su carrera.